# Thomas Howard, 8:e hertig av Norfolk
Thomas Howard, 8:e hertig av Norfolk, född den 11 december 1683, död den 23 december 1732, var en engelsk ädling, son till lord Thomas Howard (1653-1689) och brorson till Henry Howard, 7:e hertig av Norfolk.
Han efterträdde sin barnlöse farbror som hertig och Earl Marshal av England 1701 och gifte sig 1709 med Maria Winifreda Shireburn, dotter till den mycket förmögne sir Nicholas Shireburn. År 1715 använde han sig av sin position för att rädda sin bror Edward undan åtal för högförräderi, efter ett jakobituppror, men råkade själv illa ut 1722 och spärrades in i Towern under några månader, för misstänkt inblandning i en jakobitisk komplott. Han dog barnlös och efterträddes av sin bror.